# جون جينينغز (مدرب كرة سلة)
جون جينينغز (بالإنجليزية: Jon Jennings)‏ هو مدرب كرة سلة أمريكي، ولد في 2 أكتوبر 1962.